# Stille Adler
Die Stille Adler (tschechisch Tichá Orlice) ist ein 107,5 km langer Fluss in Tschechien.
Sie entspringt am Westhang des 1.003 m hohen Jeřáb (Ebereschberg) in der Nähe des Dorfes Horní Orlice (Obererlitz), fünf km südöstlich der Stadt Králíky (Grulich) im Hannsdorfer Bergland (Hanušovická vrchovina). Die Stille Adler umfließt Králíky südlich. Auf ihrem weiteren Verlauf nach Westen nimmt sie vor Lichkov (Lichtenau) den 12 km langen Lipkovský potok (Lipkabach) auf und verläuft nahe der polnischen Grenze. Sie fließt weiter durch ein Waldtal über Těchonín (Linsdorf) südwestlich in Richtung Jablonné nad Orlicí (Gabel), Letohrad (Geiersberg) und Ústí nad Orlicí (Wildenschwert). Hier fließt die Třebovka (Böhmische Triebe) zu. 
Nachdem der Fluss die Städte Brandýs nad Orlicí (Brandeis) und Choceň (Chotzen) passiert hat, biegt er nach Nordwesten ab. Unterhalb des Marktfleckens Borohrádek (Heideburg) vereinigt er sich bei Albrechtice nad Orlicí (Albrechtsdorf) mit der von rechts kommenden Wilden Adler zur Adler (Orlice). Der Abfluss an der Mündung beläuft sich durchschnittlich auf 7,4 m³/s. 